# Universitat de Regina
La Universitat de Regina és una universitat pública de recerca situada a Regina, Saskatchewan, Canada. Fundada l'any 1911 com un institut confessional de l'església metodista de Canada, va iniciar una associació amb la Universitat de Saskatchewan com una universitat junior l'any 1925, i es va separar de l'església i va ser cedida totalment a la universitat el 1934; el 1961 va aconseguir l'estatus de grau-concessió com a campus Regina de la Universitat de Saskatchewan. Es va convertir com una universitat autònoma el 1974. La universitat de Regina té matriculats aproximadament uns 12.000 estudiants a temps complet i a temps parcial. El diari d'estudiants universitaris, anomenat el Carillon, és membre de CUP (Premsa universitària canadenca, CUP per les seves sigles en anglès).
La Universitat de Regina està ben considerada per tenir un enfocament d'aprenentatge experimental i oferir internats, places per a professionals i sessions pràctiques addicionals a l'educació cooperativa repartits en 41 programes. Aquest aprenentatge experimental i l'orientació de preparació universitària va destacar addicionalment quan, el 2009 la universitat de Regina va llançar el Programa de Garanties de la Universitat de Regina, un programa que garantia als estudiants que hi participaven un bon inici de la carrera després de la graduació per complementar l'educació per aconseguir una educació específica, carrera i èxits en la vida. Els acords amb l'associació provincial empreses de la Corona, departaments del govern i empreses privades han ajudat a la Universitat de Regina a oferir oportunitats d'experiència laboral i ajudar a aconseguir un lloc de treball posterior als estudis.

## Història

### Orígens

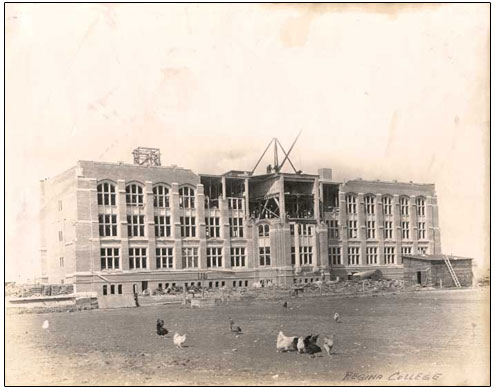
Universitat de Regina, dissenyat per James Henry Puntin (arquitecte), en construcció damunt 16a Avinguda (ara Avinguda Universitària), 1913

La Universitat de Regina és una universitat no confessional, que va créixer fora de la Universitat de Regina, fundada el 1911. En resposta directa al premi de la Universitat de Saskatchewan a Saskatoon més que Regina, l'església Metòdica del Canadà va establir la universitat de Regina el 1911 a l'Avinguda Universitària de Regina, Saskatchewan, començant amb 27 estudiants inscrits; Va ser adjacent a la desapareguda universitat de Sant Chad's (un seminari teològic per a la formació de clero Anglès) i a l'Escola Diocesana Qu'Appelle, també a l'Avinguda Universitària. El senyor James Henry Puntin (arquitecte) va dissenyar diversos edificis al campus que incloien: La universitat Metòdica de Regina (1910); Torres Est i Oest (1914); Residència femenina (1914); Gimnàs (1925); Central elèctrica (1927); Edifici de les arts i la música (1928). "El 1928, l'ajuntament de Darke va ser construït a l'Avinguda Universitària, descrita...com "un teatre admirable, un amb el que poques ciutats poden competir."
El 1934 la universitat de Regina es va convertir en part de la universitat de Saskatchewan. La universitat de Saskatchewan una senzilla universitat provincial pública creada el 1907 va ser el model de la universitat estatal Americana, amb un emfasis als treballs d'ampliació i recerca aplicada. La governació es va modelar a l'acte de la Universitat de Toronto, el 1906, amb l'establiment d'un sistema bicameral de govern de la universitat consistent en un senat (facultat) responsable de les poítiques acadèmiques i un consell directiu de governants (ciutadants) exercint exclusivament el control sobre les polítiques financeres i tenint autoritat formal sobre tots els altres matèries. El president, nomenat pel consell directiu, havia de proporcionar un enllaç entre les dues parts i realitzar un lideratge institucional. A principis de segle, l'educació professional es va expandir més enllà dels camps de la teologia, dret i medicina. La formació de post-grau basada en la insipiració Alemana-model Americà de cursos especialitzats en la feina i la finalització d'una tèsis de recerca van ser introduïdes.
La Regina Universitat va començar una associació formal amb la Universitat de Saskatchewan com a universitat de jove que ofereia cursos universitaris acreditats el 1925, encara que continuant com a universitat confessional de l'actual Església Unida del Canadà, el successor al Església Metòdica. La universitat de Regina continuar com a Universitat novell fins que el 1959, va rebre l'autorització plena de l'estat com a segon campus de la Universitat de Saskatchewan.
Tanmateix, el 1934, l'Església Unida era dura financerament degut a la Gran depressió i en qualsevol cas la seva història de la urgent vocació de Egerton Ryerson d'educació pública lliure i universal va fer la seva implicació en les escoles privades anòmales. La conseqüència plena va ser la dependència de la Universitat de Regina respecte a la Universitat de Saskatchewan. La universitat de Regina i el seu successor Campus de Regina de la Universitat de Saskatchewan i la universitat de Regina tenien — possiblement sense saber-ho — retingut el lema metodista "com algú que serveix" (Luke 22.27).
La política de l'educació universitària iniciada en els anys seixanta va ser la resposta a la pressió popular i a la creença que l'educació més elevada era una clau per a justícia social i la productivitat econòmica dels individus i per a la societat. El 1961 la Universitat va ser rebatejada com a Campus Regina de la Universitat de Saskatchewan. El 1974 esdevingué la Universitat independent de Regina.
L'original afiliació de Església Unida és, tanmateix, simbòlicament commemorada en la convocatòria mobiliària, continuada per la universitat per ús cerimonial d'una de les últimes caigudes de l'església unida, que va tancar als anys noranta.

### Afiliació amb la Universitat de Saskatchewan
Amb la transferència del control a la Universitat de Saskatchewan, el rang de cursos oferts va ser ampliada. Durant aquest període la universitat de Campion i les Universitats Luteranes (seguidores de la teologia de Martin Luther), les quals es mantenien com a instituts privats de Regina sota els auspicis respectius de les esglésies catòlica romana i luteranes, també retingueren l'estatus d'universitats junior afiliades a la universitat de Saskatchewan; L'Església Anglicana (posteriorment coneguda com a Església Anglesa de Canada), a qui la Universitat de Sant Chad va oferir una facultat d'aprenentatge teològica a Regina, mai va establir un nombre substancial de Canadencs a l'oest d'Ontario comparada amb les denominacions més grans, almenys mentre va estar fusionada amb la universitat de Emmanuel a Saskatoon i va tenir retirada l'educació terciària de Regina
El procés d'actualització es va accelerar el 1961 quan la universitat va concedir el grau que atorga ple estatus al Campus Regina de la Universitat de Saskatchewan i els estudiants completaven els graus al campus de Regina mentre estaven garantits els graus a la universitat de Saskatchewan.

### Campus Regina

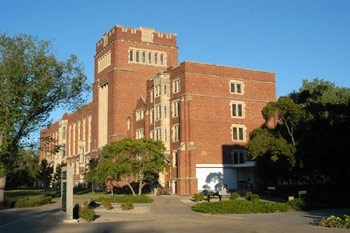
Edifici de la Universitat de Regina Edifici des de l'oest el 2010

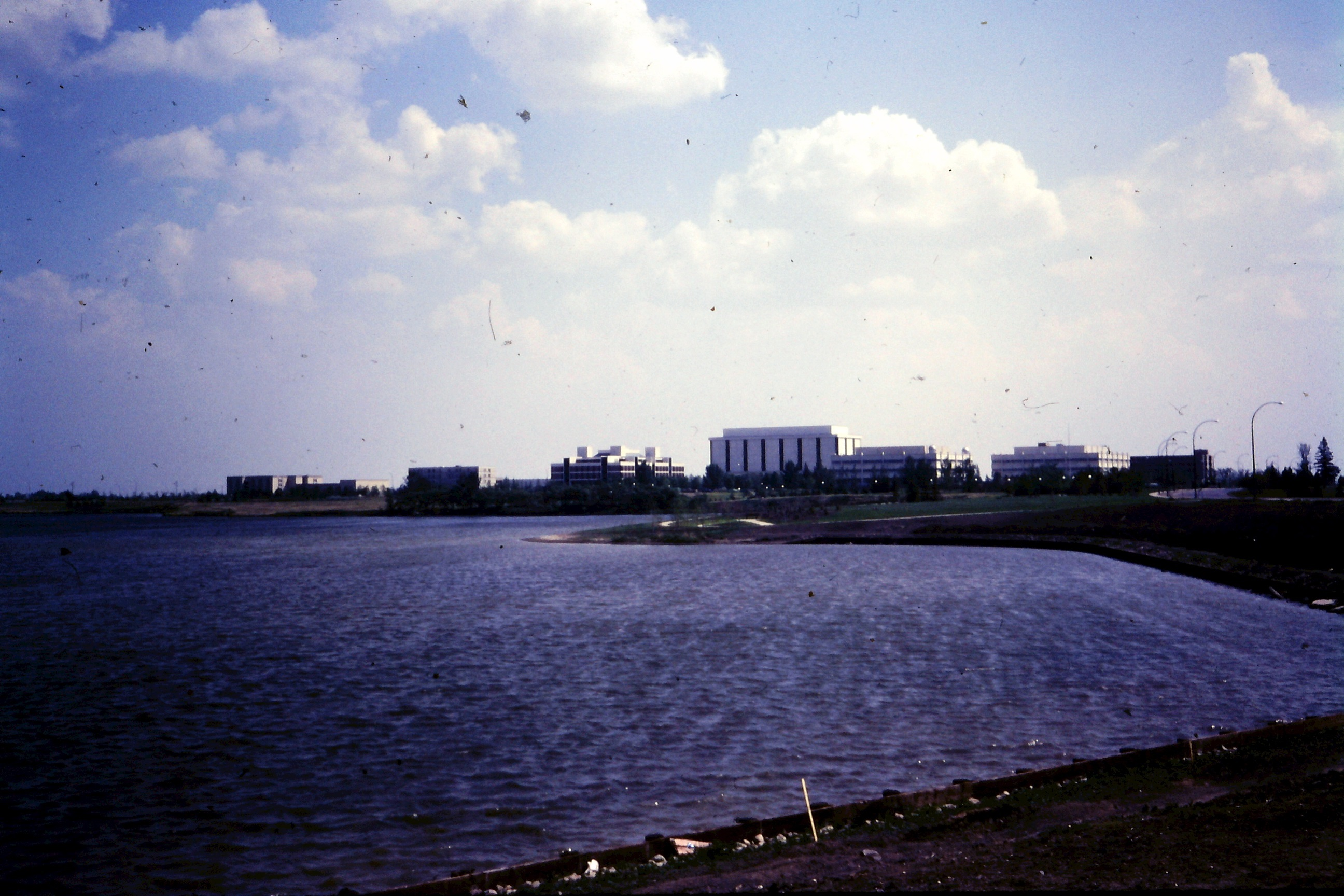
Campus de Regina des del llac de Wascana abans que esdevingués Universitat de Regina el juny 1974

Les arts i les ciències programades han evolucionat amb el creixement del campus de Regina; Van tindre la seva primera convocatòria el 1965. El nou campus va ser començat el 1966 al llac Wascana, al sud-est del campus vell, els edificis del qual, tanmateix, quedaven amb el següent ús: la residència de les noies velles és ara utilitzat pel conservatori de música Regina; l'Escola normal, tenint al mateix temps usos no només com a facultat que d'estudis de mestres (que és ara el departament de la Universitat d'Educació), sinó també el Museu d'Història Natural de Saskatchewan, instal·lacions d'entrenament de guerra durant la Segona Guerra Mundial quan va ser temporalment represa per la corona federal i posteriorment pel departament de Belles Arts de la Universitat, i que és ara l'estudi de so del Canadà-Saskatchewan.
El disseny original del Campus de Regina (mentre era el Centre Wascana) i els seus edificis inicials, en un estil modernista concret rígid, va ser realitzat per Minoru Yamasaki, l'arquitecte original de les torres bessones a Nova York.

## Facultats
La Universitat de Regina té deu facultats i una escola que ofereix una varietat de programes, certificats, diplomes universitaris i graduat en diferents nivells.
| Facultat                                    | Descripció | Graus oferts |
| ------------------------------------------- | --- | --- |
| Facultat d'Arts                             | La facultat de la UR més gran i és la seu de les ciències socials, llengües, i humanitats. La Facultat d'Arts és l'única en tot el país que ofereix el programa d'estudis de Policia. | Llicenciatura d'Arts, Llicenciatura de Justícia, Llicenciatura d'Estudis de Francofonia, Llicenciatura d'estudis de la Salut (conjuntament amb kinesiologia), Llicenciatura de Periodisme                                                        |
| Facultat d'Administració Empresarial        | La Facultat engloba tant el Paul J. Alta escola empresarial (programes d'universitari) i la Escola de Llicenciats empresarials Kenneth Levene (programes de certificat/de grau de llicenciat) | Llicenciatura d'Administració d'empreses, Master d'Administració Empresarial, Master d'Administració de Recursos Humans, Master d'Administració                                                                                                  |
| Facultat d'Educació                         | Ofereix nivell de pregrau i postgrau per a la primària i ensenyament de nivell secundari. Una de les quotes dels programes de la UR (entrada competitiva). | Llicenciatura d'Educació, Llicenciatura de Desenvolupament de Recursos Humans, Llicenciatura de Ball, Llicenciatura d'Educació Musical (conjuntament amb Belles Arts), Master de Educació d'Adults, Master de Desenvolupament de Recursos Humans |
| Facultat d'Enginyeria & Ciència Aplicada    | Programes d'enginyeria oferts: Enginyeria de Sistemes Electrònics, Enginyeria de Sistemes Mediambientals, Enginyeria de Sistemes Industrials, Enginyeria de Sistemes del Petroli, i Enginyeria de Sistemes del Programari. Els estudiants poden afegir una especialització en les disciplines següents: Enginyeria de Comunicacions, Controls, Disseny Digital, Potència Electrònica, Enginyeria de fabricació, i Enginyeria de Procés. | Llicenciatura De Ciències Aplicades, Master de Ciències Aplicades, Master d'Enginyeria |
| Facultat de Belles Arts                     | La seu de la UR i de les arts escèniques i programes d'estudi de les arts visuals, el teatre, la música i la producció dels mitjans de comunicació i els estudis. | Llicenciatura d'Arts, Llicenciatura de Belles Arts, Llicenciatura de Música, Llicenciatura d'Educació de Música (conjuntament amb Educació), Master d'Arts, Master de belles arts, Master de Música                                              |
| Facultat de graduats, estudis i Recerca     | Ofereix mestres i doctoral programes d'estudi conjuntament amb totes altres facultats. | Diversos Master i progrmaes PhD/doctoral |
| Facultat de kinesiologia i Estudis de Salut | Llicenciatura de Kinesiologia, Llicenciatura d'Esport i Estudis de Recreació, Llicenciatura d'Estudis de Salut (conjuntament amb Arts), Master de Ciència | |
| Facultat d'enfermeria                       | Va acceptar la primera admissió a la tardor del 2011, ofereix un grau en enferimeria conjuntament amb SIAST. | Llicenciatura De Ciència en Enfermeria |
| Facultat de Ciència                         | Els departaments i els programes inclouen geologia, biologia, física, matemàtiques i estadística, química i bioquímica, informàtica, i ciència moderna. | Llicenciatura De Ciències, Llicenciatura d'Imatges Mèdiques, Llicenciatura de Ciència de Laboratori Mèdic, Master d'Arts, Master de Ciència |
| Facultat de Feina Social                    | Amb campus primaris dins Regina i Saskatoon, i campus satèl·lit a través de Saskatchewan, van basar els programes d'estudi en la pràctica d'ofertes i la recerca. | Llicenciatura d'Assistent Social, Llicenciatura de Assistent Social índia, Master de Assistent Social, Master d'Assistent Social Aborigen |

La Universitat de Regina també té un graduat escolar, l'Escola de Llicenciatura de Política Pública Johnson-Shoyama. Ofereix Masters i programes Doctorals conjuntament amb la Universitat de Saskatchewan.